# Bloq Maj

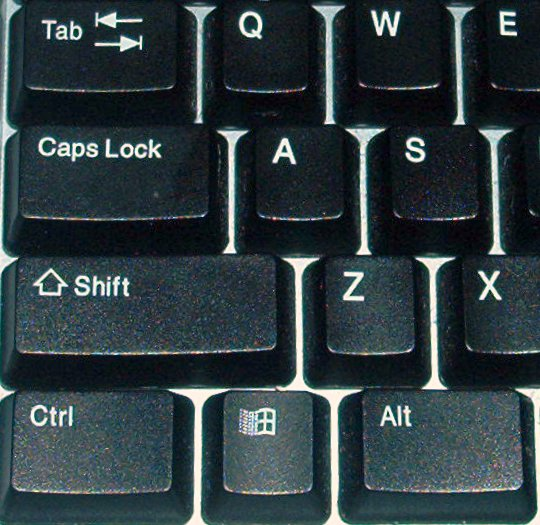
La tecla Bloq Maj (Caps Lock) en un teclat modern.

La tecla de blocatge de majúscules (abreujada com a « Bloq. maj. » o millor « Bloc. maj. » i  Bloc. Majús., anotada en anglès « Caps Lock » o « Caps Lock »), i en espanyol Bloq Maj, o Bloq Mayús) és una tecla en un teclat d'ordinador. En prémer-la, s'activa una funció del teclat que fa que les tecles apareguin en majúscula per defecte i en minúscula quan es premi la tecla Shift. El teclat romandrà d'aquesta manera fins que la tecla Bloq Maj sigui premuda de nou.
Quan aquesta és activada el DEL Num Lock (teclats anglosaxons o espanyols) o Verr Num (teclats francòfons), situat a sobre, és encès.

## Bloq Shift
En els teclats QWERTY, encara que el mode Bloq Maj activa les lletres majúscules, no afecta altres tecles, com ara els números o la puntuació, al contrari que la tecla Shift. Existeix una versió de Bloq Maj que afecta totes les tecles com Shift en algunes disposicions de teclats, com la francesa AZERTY, i en alguns ordinadors antics com el Commodore 64; aquesta funció es diu Bloq Shift. L'origen de la funció es troba en les màquines d'escriure mecàniques, on la tecla Shift provocava que l'aparell es desplacés (en anglès, "shift") per produir majúscules i caràcters especials. Existeixen alguns sistemes operatius que permeten utilitzar la tecla Bloq Maj per a una funció similar.
En els sistemes de xat i en els fòrums d'Internet, una oració en majúscules és considerada com de mala educació, per la seva similitud a cridar dins el context social. Les majúscules s'usen també per expressar entusiasme o èmfasi per alguna cosa específica dins el text.
Més pràcticament, l'escriptura en majúscula, com a resultat d'activar la tecla Bloq Maj, pot ser difícil de llegir. Per aquesta raó no hi ha llibres escrits així.

## Mapa de teclat
- Mapes de teclats
- Ctrl+Alt+Supr
- AltGR
- Alt (tecla)
- Bloc Num
- Tecla insert
- Tecla de funció
- Retorn de carro